# Teun Hocks
Teun Hocks, né à Leyde le 10 juin 1947 et mort le 27 février 2022, est un photographe néerlandais, précurseur de la Fine-art photography.

## Biographie
Teun Hocks a étudié à l'Académie Saint-Josse des beaux-arts de Breda.
En 1992, Teun Hocks a reçu le prix Capi-Lux Alblas. De très nombreuses expositions lui sont consacrées dans le monde.
En 2013, il s'engage auprès du poète Ismaël Billy et lui offre pour la première de couverture de son  recueil de poésie Efflorescences une photographie sous copyright.

## Source
- (nl) Cet article est partiellement ou en totalité issu de l’article de Wikipédia en néerlandais intitulé « Teun Hocks » (voir la liste des auteurs).